# Ortnice
Ortnice so naselje v Občini Kozje.